# Ljusflöde
Ljusflöde är en fysikalisk storhet som anger ett mätetal för ljuseffekt och har SI-enheten lumen. Medan ljusstyrka (som mäts i candela) är ett mått på hur mycket ljus som sänds ut i en viss riktning, är ljusflödet det totala ljuset som sänds ut över en rymdvinkel. I allmänhet behöver man då integrera över rymdvinkeln, vilket ger
{\displaystyle \Phi _{v}=\int I_{v}d\Omega }
där {\displaystyle \Phi _{v}} är ljusflödet,  {\displaystyle I_{v}} ljusstyrkan och  {\displaystyle \Omega } rymdvinkeln. Om ljusstyrkan är konstant förenklas sambandet till 
{\displaystyle \Phi _{v}=I_{v}\Omega }.